# Đàm Thiệu Quang
Đàm Thiệu Quang (giản thể: 谭绍光; phồn thể: 譚紹光; bính âm: Tán Shàoguāng) (1835 - 7 tháng 12 năm 1863) là một tướng lĩnh quan trọng của Thái Bình Thiên Quốc. Ông được phong là Mộ Vương (慕王). Khi còn nhỏ, ông tham gia vào khởi nghĩa Kim Điền, vài năm sau được phong làm tướng quân và đã chỉ huy quân Thái Bình đánh thắng nhiều trận. Năm 1861, ông được phong Kiến Thiên Nghĩa. Năm 1862, ông được phong Mộ vương, cùng năm với Lý Tú Thành. Ông bị những kẻ làm phản giết sau khi tra hỏi vào năm 1863.

## Chiến công
Quân Thanh ở Đại doanh Giang Nam (江南大營) đã vây Nam Kinh hai lần, vào tháng 3 năm 1858 và tháng 5 năm 1860. Lần vây đầu tiên quân Thái Bình gồm 200.000 quân được Lý Tú Thành chỉ huy, vào năm 1860, sau khi chiếm được tỉnh Giang Tô (ngoại trừ Thượng Hải). Đàm Thiệu Quang cũng tham gia cùng Quân Thái Bình đánh Thượng Hải lần thứ hai (1861).

## Hi sinh
Phủ Trung vương của Lý Tú Thành được xây tại Tô Châu, đến nay vẫn còn di tích. Vào tháng 7 năm 1863, Lý Tú Thành yêu cầu con rể Đàm Thiệu Quang tiếp quản Tô Châu. Lý Hồng Chương dẫn Hoài quân, liên kết cùng "Thường Thắng quân" của tướng Mỹ Frederick Townsend Ward do Charles George Gordon chỉ huy, công phá Tô Châu.
Sáu ngày trước khi Đàm Thiệu Quang bị giết, Lý Hồng Chương bí mật nghị họp với 8 tướng lĩnh bao gồm Nạp vương Bộ Vĩnh Khoan, Tỷ vương Ngũ Quý Văn, Khang vương Uông An Quân, Ninh vương Chu Văn Giai và các tướng Phạm Khải Phát, Trương Đại Châu, Uông Hoài Vũ, Uông Hữu Vệ trên thuyền ở hồ Dương Trừng, yêu cầu họ giết Đàm Thiệu Quang, đổi lại ông ta hứa đảm bảo an toàn cho họ.
Trước khi Tô Châu thất thủ, 8 phản tướng gặp Đàm Thiệu Quang ở nội vương phủ, ông kết tội họ thiếu can đảm, họ nổ súng giết ông. Hai ngày trước đó, Lý Tú Thành trước khi rời khỏi Tô Châu đã cảnh báo Đàm Thiệu Quang về âm mưu phản trắc của họ, nhưng Đàm Thiệu Quang không tin và không chịu đi cùng Lý Tú Thành. Sau khi giết Đàm Thiệu Quang, 8 tên phản tướng mở cửa thành, hơn 200.000 quân Thái Bình đầu hàng. Lý Hồng Chương hạ được thành không mất một quân.

## Gia đình
Lý Tú Thành có ba cô con gái; hai trong số đó lấy tướng lĩnh quân Thái Bình:
- Đàm Thiệu Quang
- Trần Bỉnh Văn